# 耶布森岩
耶布森岩（英語：Jebsen Rocks），是南極洲的岩石，位於南奧克尼群島的西格尼島西部，處於耶布森角以北0.5海里，由挪威捕鯨者繪入地圖，現時由南極條約體系管理。